# Manuel Troller
Manuel Troller (* 1986 in Luzern) ist ein Schweizer Jazz- und Fusionmusiker (Gitarre, Komposition).

## Leben und Wirken
Troller, der in Luzern aufwuchs, absolvierte sein Studium an der Musikhochschule Luzern bei Frank Möbus, Christy Doran und Fred Frith. Seit 2006 ist er neben Schlagzeuger David Meier und Bassist Andi Schnellmann Mitglied im Trio Schnellertollermeier, das in energiegeladenen Kompositionen Minimal Music, psychedelische Rockmusik und Neue Improvisationsmusik verbindet und bisher fünf Alben vorlegte.
Troller gehörte mit Hans-Peter Pfammatter, Lionel Friedli und Manuel Mengis zur Elektrojazzband Le Pot; gemeinsam entstanden zwei Alben. Er arbeitete mit Nik Bärtschs Ronin und im Duo mit dem Schlagzeuger Julian Sartorius. Mit Gerry Hemingway und Sebastian Strinning bildete er das Improvisationstrio Tree Ear; mit dem Schriftsteller Michael Fehr spielt er im Duo und im Quartett. Kaspar von Grünigen holte ihn in sein Bottom Orchestra (Songs of Work). Er konzertierte auch auf Festivals wie dem Montreux Jazz Festival, Haldern Pop Festival, North Sea Jazz Festival, Enjoy Jazz, London Jazz Festival und dem Jazzfestival Schaffhausen. Weiterhin arbeitete er mit Stephan Eicher, Merz, Ensemble for New Music Zurich, Christian Weber, Fred Lonberg-Holm, Hans Koch und Christoph Erb und ist auch auf Alben von Sophie Hunger (1983), Khasho’gi und Happy End zu hören. Er steuerte auch Musik für den Soundtrack des Dokumentarfilms Geburt bei.
2019 war Troller Artist in Residence und Kurator beim Taktlos Festival 2019 in Zürich. Im selben Jahr erschien sein Solo-Debüt Vanishing Points (Three: Four Records). Als „vielseitiger Erneuerer der E-Gitarre“ erhielt er 2021 einen Schweizer Musikpreis.